# Truite arc-en-ciel
 (février 2020).
Si vous disposez d'ouvrages ou d'articles de référence ou si vous connaissez des sites web de qualité traitant du thème abordé ici, merci de compléter l'article en donnant les références utiles à sa vérifiabilité et en les liant à la section « Notes et références ».
Oncorhynchus mykiss
Pour les articles homonymes, voir Arc-en-ciel (homonymie).
Espèce
Répartition géographique
La Truite arc-en-ciel (Oncorhynchus mykiss - aussi appelée Salmo gairdneri) est une espèce de salmonidés, originaire du sous-continent nord-américain où elle est commune, mais se trouvant également en Europe et en Amérique du Sud, où elle a été introduite. L'espèce est aussi appelée « saumon arc-en-ciel » au Canada, le nom anglais le plus utilisé étant steelhead trout,.

## Taille et poids

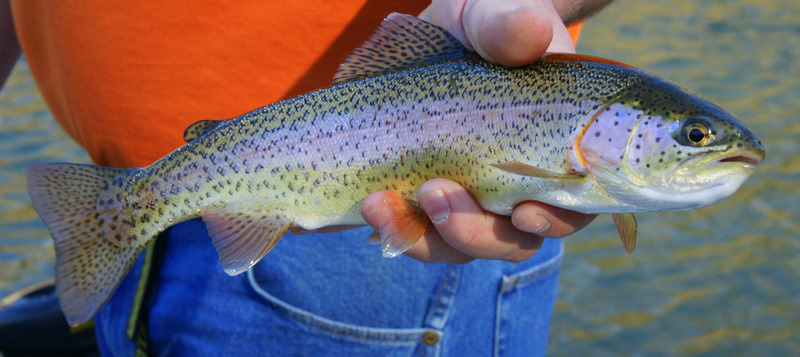
Femelle adulte

Cette espèce mesure une longueur maximale observée de 120 cm pour le mâle et un poids maximum observé de 25 kg, ainsi qu'une longévité maximale observée de 11 ans. La taille moyenne se situe autour de 60 cm.

## Répartition
Son aire de répartition se limite normalement au sous-continent nord-américain : l'Amérique du Sud, ayant ses propres poissons autochtones, n'a de truites dans ses cours d'eau que depuis peu de temps. Les pêcheurs sportifs de tous continents ayant procédé à des empoissonnements, on retrouve en Amérique du Sud jusqu’en Terre de Feu, Oncorhynchus mykiss (qui fut déversée par les Nord-Américains) et, surtout, Salmo trutta fario déversée essentiellement par des émigrants français originaires du Limousin et du Pays basque (les deux espèces se sont d'ailleurs remarquablement bien adaptées à leur nouvel environnement[réf. nécessaire]).

## Reproduction
Dans son biotope d’origine, elle se reproduit naturellement en eau libre dès que la femelle atteint une taille d’une trentaine de centimètres. En Europe, les conditions d’une reproduction naturelle ne sont pas réunies. Il est pourtant difficile d’affirmer que cette espèce ne se reproduira jamais dans les rivières européennes. Cette anomalie s’explique partiellement du fait que la période de frai de la truite arc-en-ciel coïncide avec la période d’ouverture de la pêche des salmonidés, que les poissons introduits, issus de piscicultures, sont de taille modeste, dite « portion » soit 23 à 24 centimètres (ils atteindront rarement 30 centimètres avant d’être capturés) et qu’ils n’ont pas été sélectionnés pour la reproduction. La reproduction est constatée dans le bassin de la Soca en Slovénie, dans la Traun, dans le Salzkammergut en Autriche et dans le lac des Bouillouses France, les individus atteignant leur taille maximale, la pratique du No kill et des eaux d'une rare qualité font que cette espèce introduite se reproduit dans ces rivières réputées mondialement pour la pêche sportive.

## Une espèce résistante
Avec des habitudes alimentaires moins sélectives (taux de grossissement annuel plus élevé) et une meilleure résistance aux eaux de mauvaise qualité, la truite arc-en-ciel est mieux armée que les espèces autochtones pour faire face à la lente dégradation qualitative des rivières.

### Une espèce invasive
Son introduction dans les biotopes européens a un impact défavorable sur la faune aquatique car elle entre en concurrence avec la truite fario sur les mêmes niches écologiques, en raison non seulement de son comportement (plus grégaire) et de ses habitudes alimentaires (taux de grossissement annuel plus élevé). Non originaire d'Europe, sa présence dans les cours d'eau du continent est due à des années de déversements incontrôlés sur ce territoire. Cependant, elle a souvent du mal à se reproduire naturellement dans les cours d'eau européens.

## Poisson de pêche

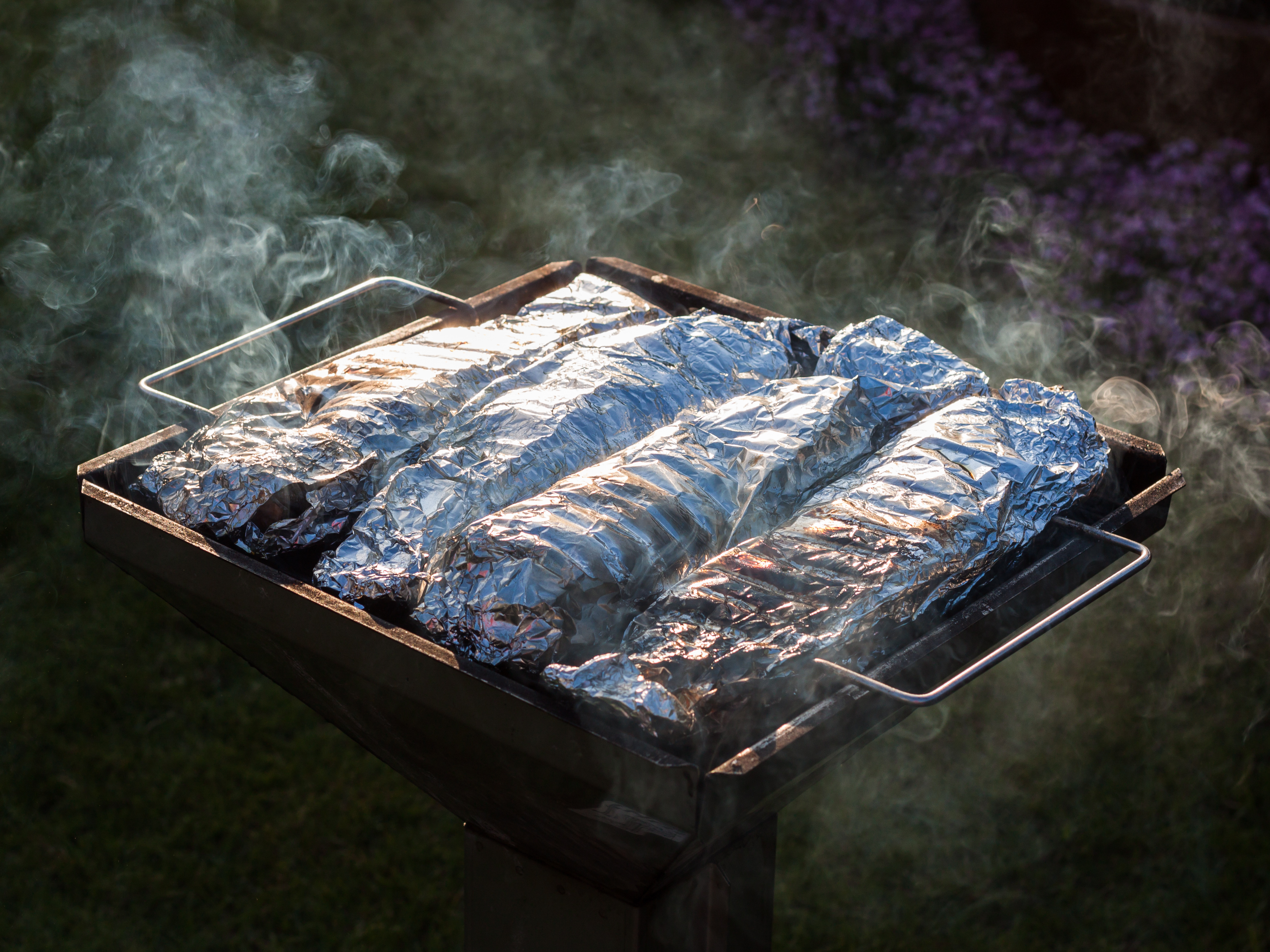
Truites arc-en-ciel entourées de feuilles d'aluminuim en train de cuire sur un grill. Mai 2014.

Le poisson étant particulièrement combatif, il est recherché par les pêcheurs sportifs qui apprécient sa pêche, en no-kill la plupart du temps et hors saison normale de pêche (introduction dans les « eaux closes »).
Diverses techniques sont utilisées pour la pêche de la truite arc-en-ciel. La pêche aux leurres est largement pratiquée, notamment à l’aide de petits jerkbaits, crankbaits ou leurres souples de type shad pour prospecter les zones profondes, ainsi que des cuillères tournantes sur les zones plus calmes ou peu profondes. La pêche à la mouche, qu'elle soit pratiquée avec des mouches sèches ou des nymphes, reste une méthode classique et efficace, en particulier en période d’éclosion. Enfin, la pêche aux appâts naturels constitue une approche simple mais redoutable, souvent privilégiée pour l’initiation. Elle requiert une lecture fine du courant et une certaine discrétion dans l’approche. Une canne légère et un fil adapté permettent de répondre efficacement aux combats puissants que peut offrir cette espèce.

## Galerie

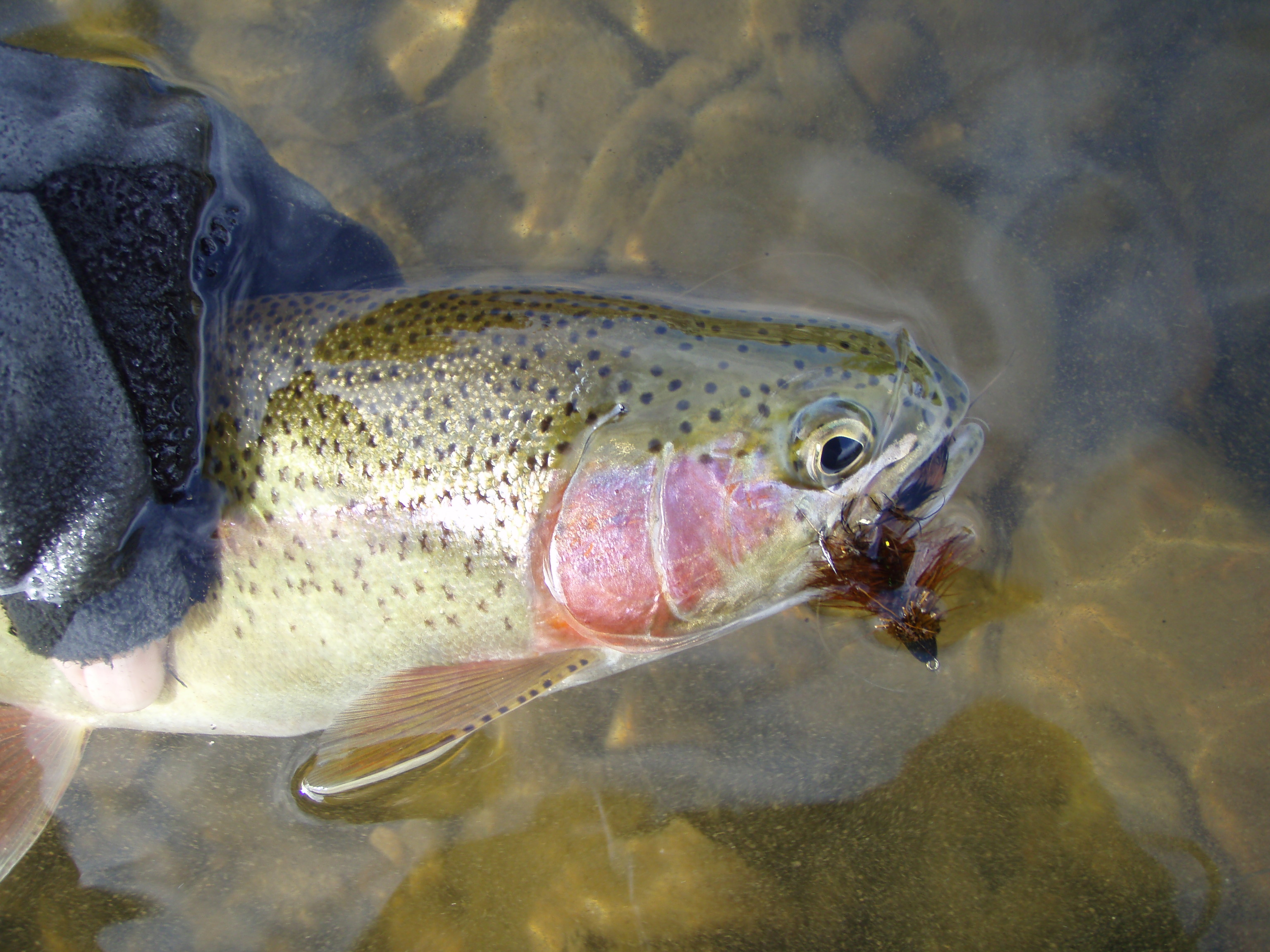
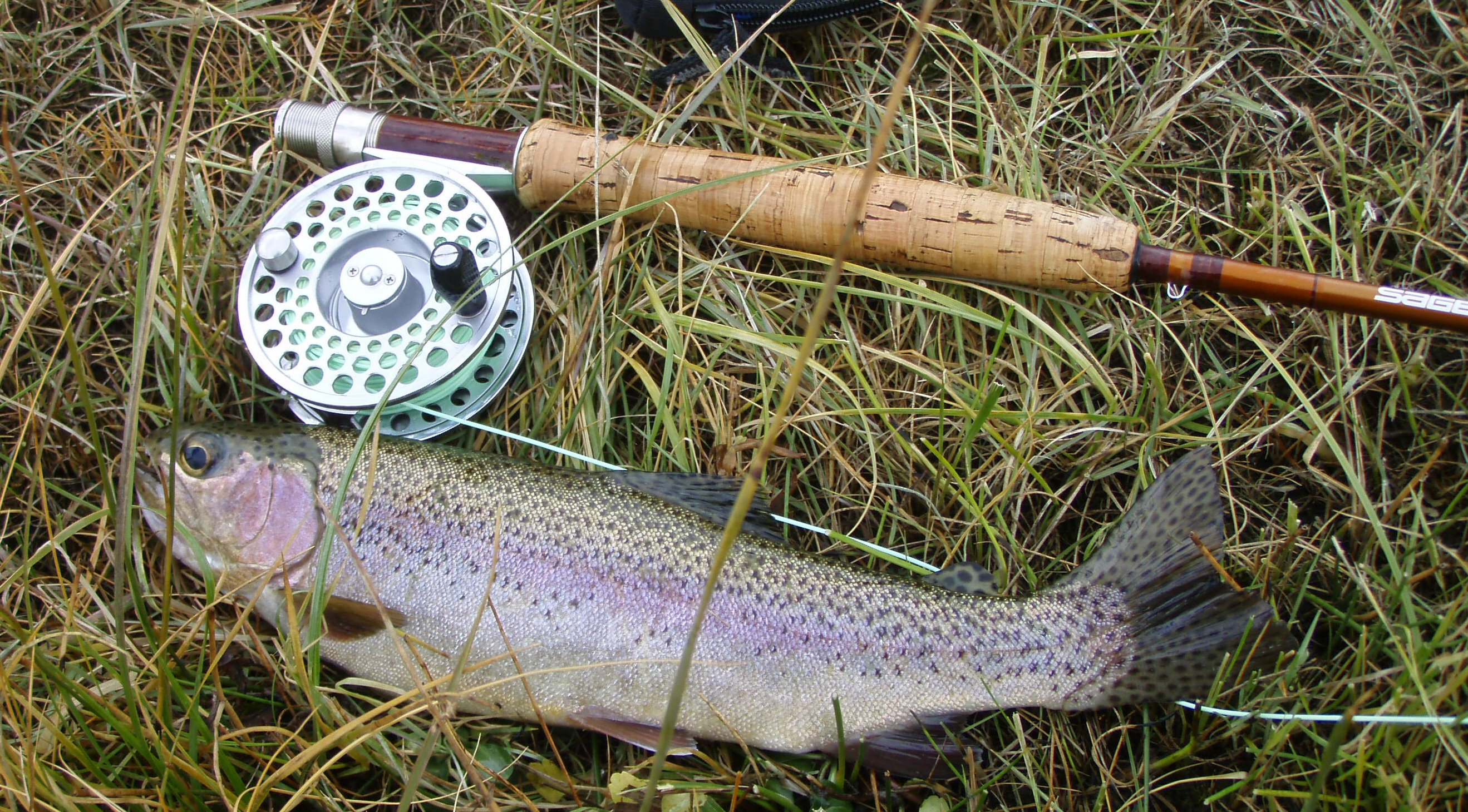
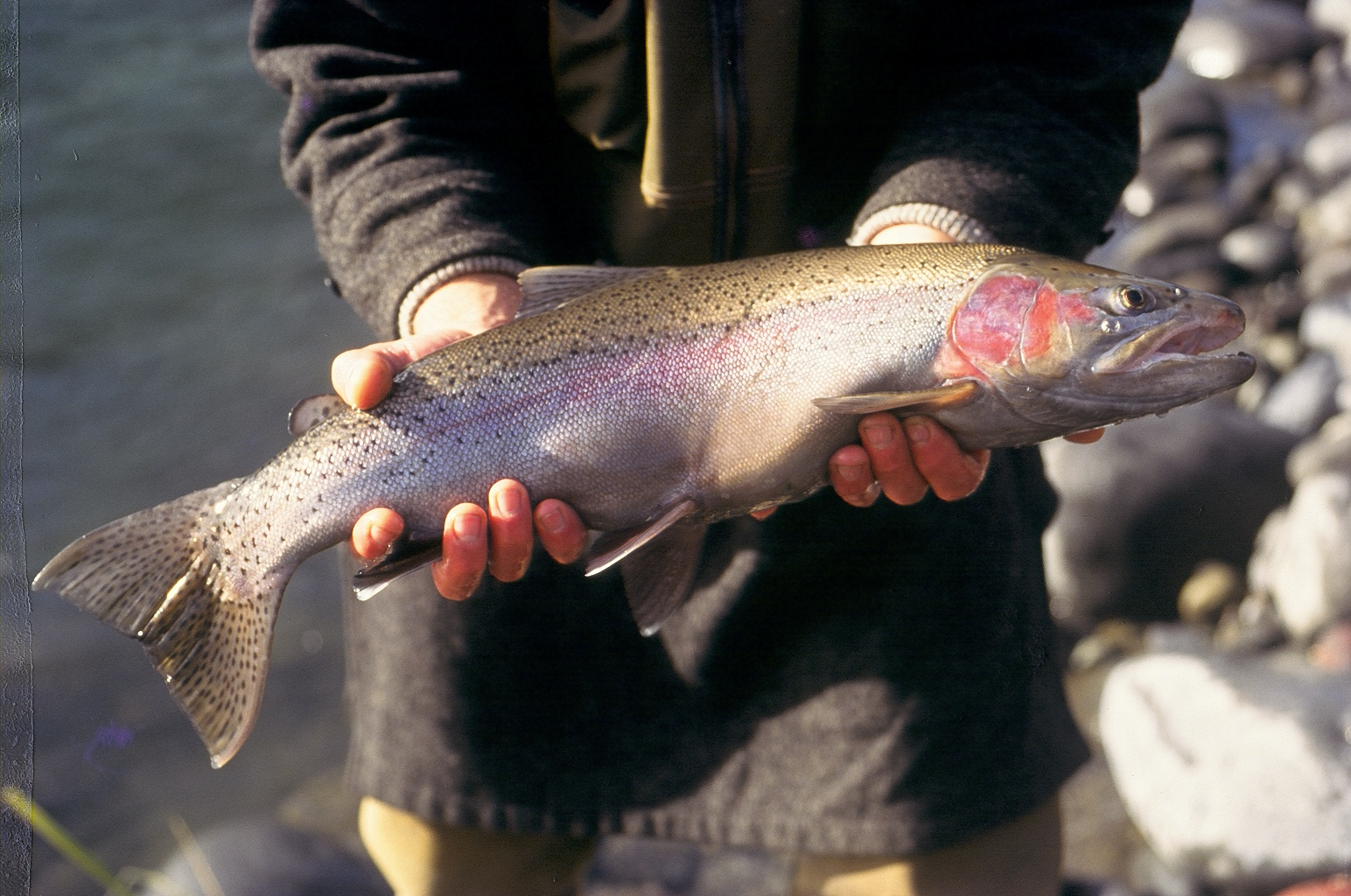